# Andre Mohorovičić
Andre (Andrija) Mohorovičić, hrvaški arhitekt, pedagog in akademik, * 1913, † 2002.
Andre Mohorovičić je bil predavatelj na Arhitektni fakulteti v Zagrebu. Bil je tudi rektor Univerze v Zagrebu (1947–49) in dekan matične fakultete (1950–51 in 1966–68). Bil je tudi član Hrvaške akademije znanosti in umetnosti (HAZU, takrat še Jugoslovanske akademije znanosti in umetnosti – JAZU); med letoma 1978 in 1991 je bil tudi njen podpredsednik, in Akademije za medicinske znanosti Hrvaške.